# Киприан (Борисевич)
Архиепи́скоп Киприа́н (в миру Бори́с Па́влович Борисе́вич; 15 августа 1903, Холм, Люблинская губерния — 14 декабря 1980, Саут-Кэйнан, Пенсильвания) — епископ Православной Церкви в Америке, архиепископ Филадельфийский и Пенсильванийский.
Брат архиепископа Варлаама (Борисевича).

## Биография
Родился 15 августа 1903 году в городе Холм (тогда в составе Российской империи, ныне — в пределах Польши).
В 1916 году окончил школу в Кременце, после чего поступил в Кременецкое духовное училище, которое окончил в 1919 году. К тому времени эти земли отошли к Польской Республике. Продолжил обучение в Волынской духовной семинарии, которую окончил в 1925 году окончил и поступил на православный богословский факультет Варшавского университета. В 1927 году женился.
12 февраля 1928 года епископом Кременецким Симоном (Ивановским) был рукоположён в сан диакона, через три дня рукоположён в сан священника и был назначен в приход в селе Лопушное Волынской епархии Польской православной церкви.
В 1929 году окончил православный богословский факультет в Варшаве и в ноябре того же года был назначен законоучителем в средних школах Гродно. В 1931 году защитил магистерскую диссертацию «Святой Киприан, его жизнь и его произведения» на факультете православного богословия Варшавского университета и становится епархиальным миссионером и помощником настоятеля, а последствие ключарём кафедрального собора в Гродно.
В марте 1939 года он был переведён в Вильно, где занял должность законоучителя Виленской русской гимназии. 11 апреля 1939 года был возведён в сан протоиерея. В мае 1940 года вынужден был оставить преподавание, так как властями новой Литовской Советской Социалистической Республики всякое религиозное образование в государственных школах было запрещено.
В 1942 году он был назначен клириком кафедрального собора в Ковно и занимал эту должность до эвакуации в Австрию в июле 1944 года вместе со своей женой в связи с наступлением Красной армии.
Оказавшись в Австрии, организовал приход в городе Линц. Перешёл в Русскую православную церковь заграницей. В 1945 году он эвакуировался в Баварию и организовал Скорбященский приход в Аугсбурге. Живя в Баварии, он также был членом епархиального совета; он также был президентом епархиального миссионерского комитета и вице-президентом Строительного комитета по восстановлению церкви восстановления в Штутгарте.
В июле 1949 года переехал в США, где был принят в клир Северо-Американской митрополии (с 1970 года Православная церковь в Америке). В 1950 году назначен настоятелем Свято-Троицкого прихода в Канзас-Сити, штат Канзас. В 1953 году переведён на Андреевский приход в Балтиморе, штат Мэриленд, одновременно назначен благочинным Вашингтонского округа. В сентябре 1959 года переведён на Успенский приход в Стэмфорде, штат Коннектикут.
Он также был назначен в совет цензоров Северо-Американской митрополии, был составителем и редактором Церковного календаря с литургическими рубриками, а также стал редактором журнал «Русско-Американский православный вестник», официального органа Северо-Американской митрополии.
23 июня 1961 года овдовел и 6 октября того же года архиепископом Бостонским и Новой Англии Иринеем (Бекшишем) был пострижен в монашество с именем Киприан.
Архиерейский собор избрал его епископом Вашингтонским, викарием митрополита всей Америки и Канады, и назначил ректором Свято-Тихоновской духовной семинарии в Южном Ханаане, где ему было назначено проживать. В октябре того же года в Саут-Кэйнане состоялась его архиерейская хиротония, которую возглавил митрополит Леонтий (Туркевич). Преподавал в семинарии пастырское богословие, гомилетику и литургику.
В 1964 году назначен епископом Филадельфийским и Пенсильванским. Сохранил за собой должность ректора Свято-Тихоновской духовной семинарии, но фактическим главой семинарии стал её декан.
В 1970 году возведён в сан архиепископа, Член Синода и председатель Отдела внешних сношений Православной Церкви в Америке.
Скончался 14 декабря 1980 года в Южном Ханаане (Пенсильвания, США). Погребён в Свято-Тихоновском монастыре в Южном Ханаане, штат Пенсильвания.